# Hisjigsajhan Galbadrahyn
Hisjigsajhan Galbadrahyn (Mongools: Галбадрахын Хишигсайхан, Galbadrahyn is de familienaam) (28 augustus 1990) is een Mongolische atlete, gespecialiseerd in de marathon.

## Kampioenschappen
| Discipline | Titel               | Jaar |
| ---------- | ------------------- | ---- |
| 1500 m     | Mongool kampioene   | 2022 |
| marathon   | Aziatisch kampioene | 2024 |

## Persoonlijke records
| Afstand        | Tijd    | Datum            | Plaats |
| -------------- | ------- | ---------------- | ------ |
| halve marathon | 1:10.32 | 19 november 2023 | Ageo   |
| marathon       | 2:26.32 | 3 maart 2024     | Tokio  |

## Palmares

### 800 m
- 2013:  Oost-Aziatische Spelen in Tianjin - 2:16.28

### 1500 m
- 2022:  Mongool Kampioenschap: 4:33.4

### 5000 m
- 2018:  Mongools Kampioenschap - 17:29.01

### 10.000 m
- 2018:  Mongools Kampioenschap - 37:15.92
- 2019:  Mongools Kampioenschap - 36:55.1

### Halve marathon
- 2016:  halve marathon van Ulaanbaatar - 1:17.37
- 2017:  halve marathon van Ulaanbaatar - 1:15.35
- 2023:  halve marathon van Ageo - 1:10.32

### Marathon
- 2016: 11e marathon van Xiamen - 2:47.35
- 2017: 9e marathon van Zhengzhou - 2:39.21
- 2017: 52e WK in Londen - 2:44.48
- 2017: 6e marathon van Peking - 2:43.51
- 2018:  marathon van Kishiwada - 2:37.07
- 2018: 5e marathon van Wuxi - 2:35.55
- 2018: 9e Aziatische Spelen in Jakarta - 2:42.57
- 2019:  KIX Senshu internationale marathon - 2:36.47
- 2019: 25e WK in Doha - 2:56.15
- 2019: 10e Militaire Wereld Spelen - 2:35.47
- 2019: 6e Aziatisch Kampioenschap Marathon in Dongguang - 2:34.43
- 2022: 6e marathon van Barcelona - 2:32.09
- 2022:  marathon van Taipei - 2:32.23
- 2023: 32e WK in Boedapest - 2:35.38
- 2023: 7e Aziatische Spelen in Hangzhou - 2:35.34
- 2023:  marathon van Taipei - 2:28.33
- 2024:  Aziatisch Kampioenschap in Hongkong - 2:33.50 (7e overall)
- 2024: 8e marathon van Tokio - 2:26.32